# 红枝小檗
红枝小檗（学名：Berberis erythroclada）是小檗科小檗属的植物，是中国的特有植物。分布在中国大陆的西藏等地，生长于海拔4,000米至4,300米的地区，见于山坡，目前尚未由人工引种栽培。

## 异名
- Berberis erythroclada Ahrendt var. trulongensis Ahrendt